# Karol Gołębiowski (organista)
Karol Gołębiowski (ur. 16 grudnia 1954 w Warszawie) – polski organista i pedagog.
Absolwent Państwowej Wyższej Szkoły Muzycznej w Warszawie (klasa organów  prof. Joachima Grubicha, dyplom z wyróżnieniem w 1976), Konserwatorium Genewskiego (klasa prof. Lionela Rogga, dyplom z wyróżnieniem w 1978) oraz Konserwatorium Królewskiego w Brukseli (klasa prof. Hermana Verschraegena, dyplom z wyróżnieniem w 1984). Pedagog w Instytucie Edukacji Muzycznej Uniwersytetu Jana Kochanowskiego w Kielcach (od 2010). Laureat międzynarodowych konkursów organowych w: Monachium (1975 i 1979), Norymberdze (1977), Linzu (1978), Brugge (1979), Antwerpii (1983) i Rzymie (1985). Nagrał m.in. wszystkie dzieła organowe Bacha, Brahmsa i Mozarta. Współtwórca Europejskiego Festiwalu Organowego organizowanego w latach 1992-2008.
Mieszka w Belgii. Jego bratem jest klarnecista Romuald Gołębiowski a żoną śpiewaczka operowa Aga Wińska (Agata Wiśniewska).